# Холоневичі
Холоне́вичі — село в Україні, у Луцькому районі Волинської області. Входить до складу Цуманської селищної громади. Населення становить 1158 осіб.

## Географія
Село розташоване на лівому березі річки Черемошної, правої притока Кормину.

## Історія
Село було засноване приблизно 1576 року. Одним з перших його жителів був пан Холонів. Він виміняв на свою собаку сім'ї Піддубних і Гордіїв. Гордіїв пан привіз з Галичини, а Піддубних з Латвії. Село лежало на піску на невеличкій галявині. Поступово сюди почали поселятися інші бідняки. Вони вирубували ліс, спалювали його, викорчовували коріння і обробляли поле дерев'яним плугом. Удобрювали землю попелом від згорілих дерев. Тяжко доводилось жити і працювати за панщини. Обливаючись потом, працювали кріпаки зрання до вечора. НЕ раз на село нападали турки, спалюючи його. Після навали шведів село було зовсім спалене. Люди не хотіли жити на піску і пан наказав закласти село в долині, де були найкращі землі. Тут побудували панський маєток (на цьому місці в наш час[коли?] знаходиться амбулаторія). Село розташоване на цьому місці і понині. Довгі роки селом курували пани Серединські. В селі є багато жителів, старих людей, які розповідають про те, як жилося за панів.
У 1906 році село Цуманської волості Луцького повіту Волинської губернії. Відстань від повітового міста 77 верст, від волості 27. Дворів 56, мешканців 420.
05 лютого1965 року Указом Президії Верховної Ради Української РСР передано Холоневичівську сільраду Маневицького району до складу Ківерцівського району.
19 липня 2020 року, в результаті адміністративно-територіальної реформи та ліквідації Ківерцівського району, село увійшло до складу Луцького району.

## Населення
Згідно з переписом УРСР 1989 року чисельність наявного населення села становила 1173 особи, з яких 598 чоловіків та 575 жінок.
За переписом населення України 2001 року в селі мешкало 1156 осіб. 100 % населення вказало своєю рідною мовою українську мову.

## Уродженці
Серед уродженців села — народний артист України Василь Адамович Чепелюк.
Гордістю села є його уродженець Сергій Мерчук на псевдо «Звіробій», який був сотником на майдані та є бійцем добровольчого батальйону «Азов».